# Khuan Don
Khuan Don (em tailandês: อำเภอควนโดน) é um distrito da província de Satun, no sul da Tailândia. É um dos 7 distritos que compõem a província. Sua população, de acordo com dados de 2012, era de 23 870 habitantes, e sua área territorial é de 199,033 km².